# Konwisarstwo w Polsce
Konwisarstwo w Polsce – konwisarstwo, rozumiane jako wytwarzanie wyrobów z cyny w granicach historycznej i obecnej Polski, które prowadzono co najmniej od X wieku do czasów współczesnych, a którego szczytowy okres przypada na XVI i XVII wiek.

## Historia

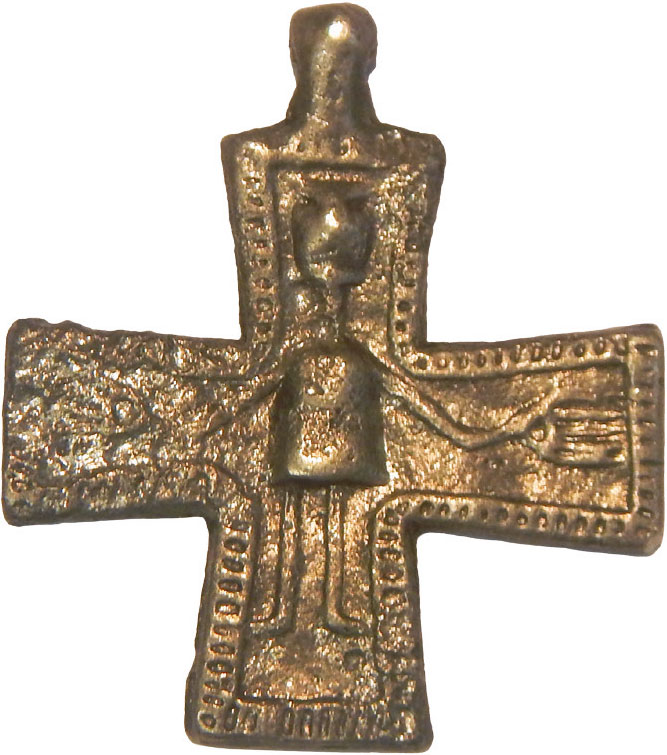
Krzyżyk z cyny z X wieku z Ostrowa Tumskiego

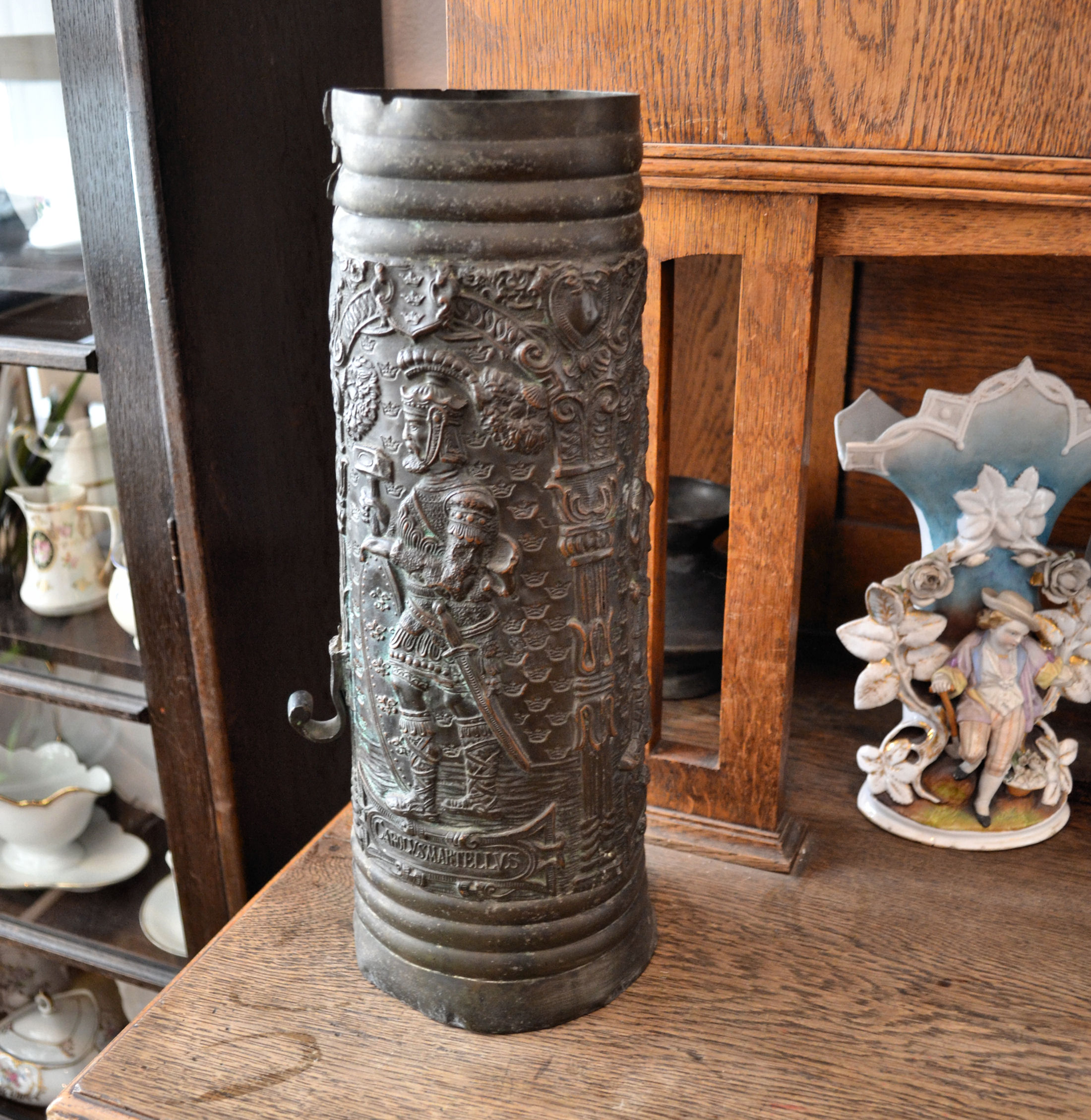
Naczynie cynowe w Muzeum Pojezierza Myśliborskiego

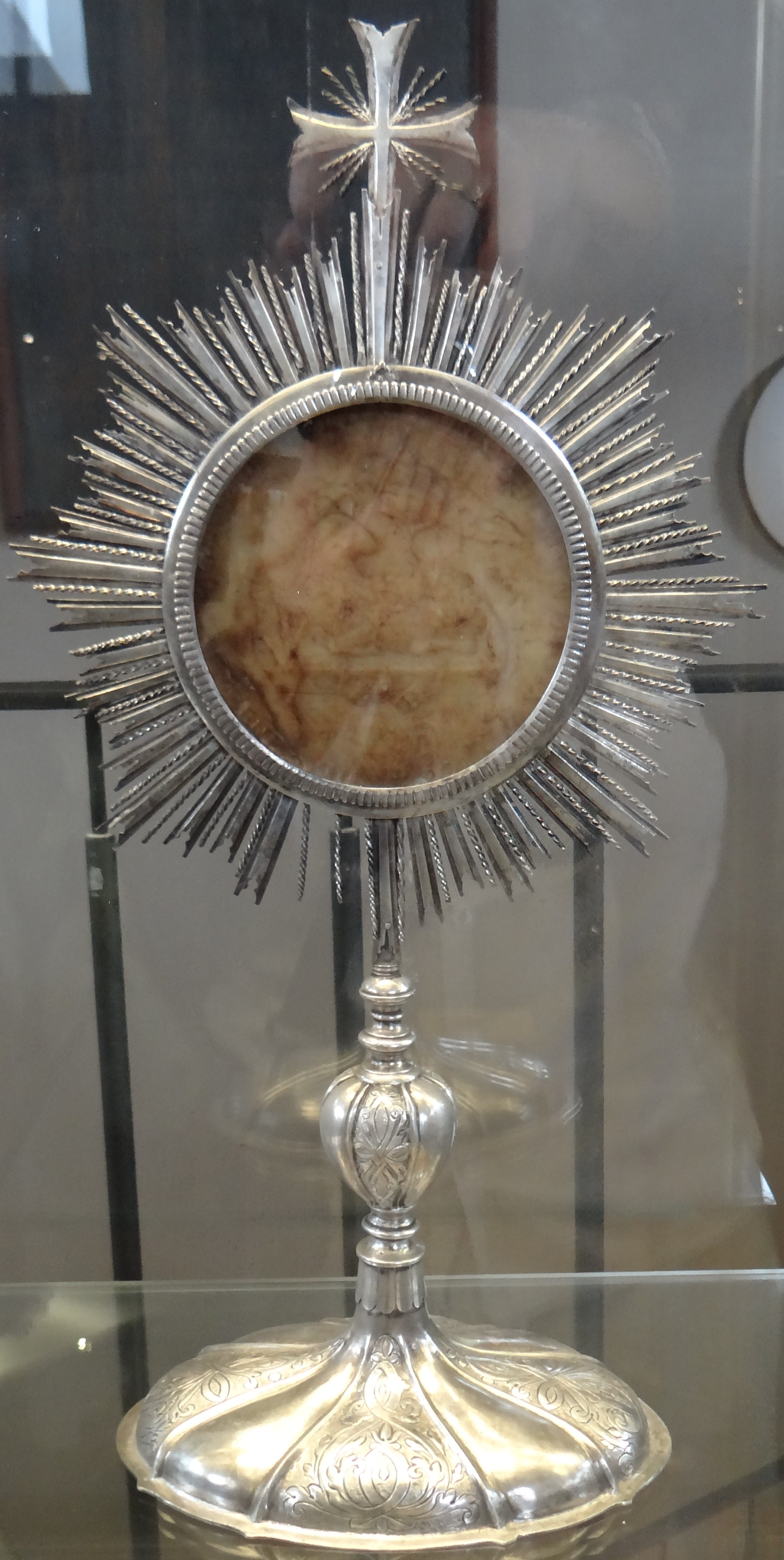
Relikwiarz agnusek z polskiej pracowni złotniczej, cyna srebrzona, 1. połowa XVIII wieku, Muzeum Diecezjalne w Łowiczu

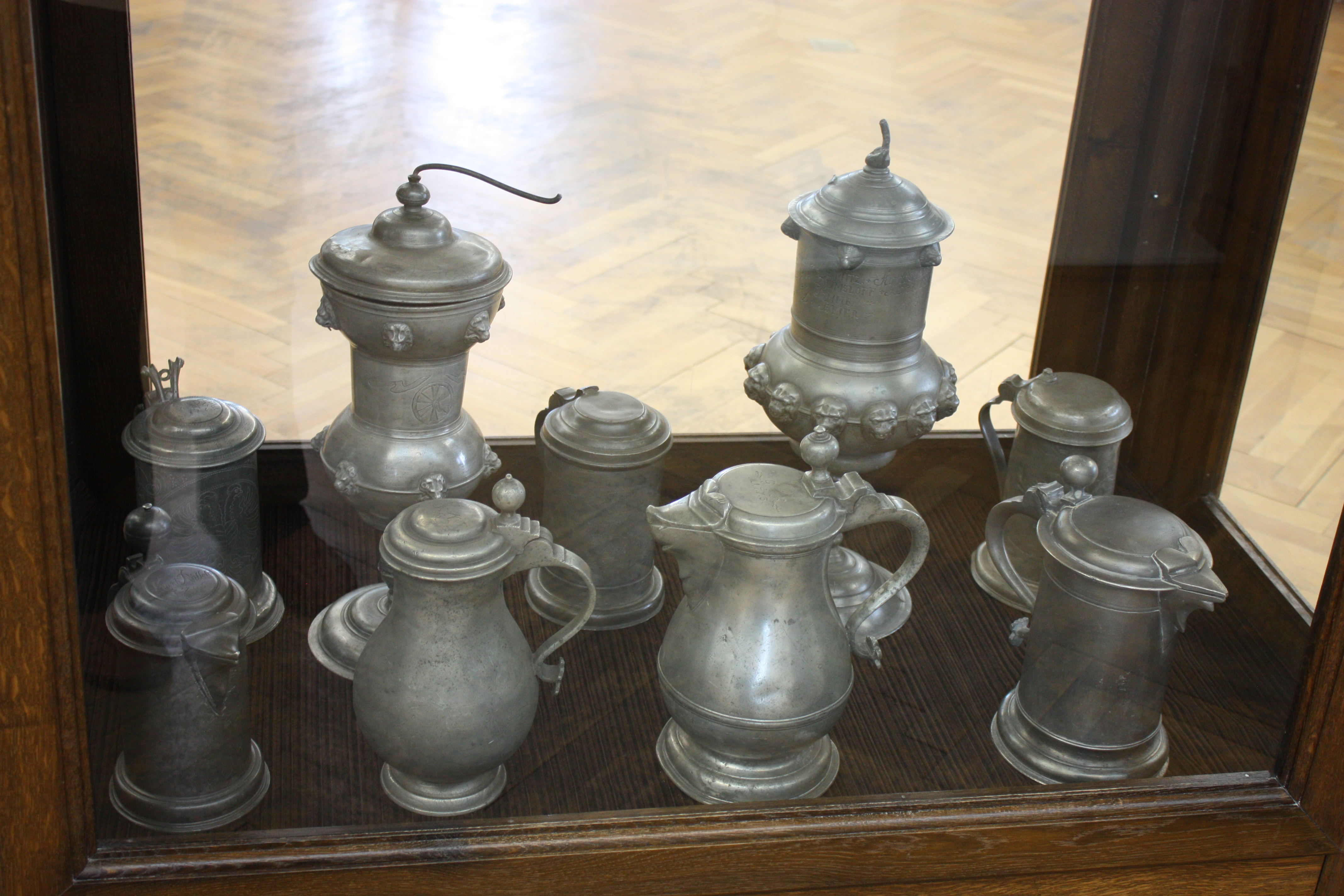
Naczynia cynowe w Muzeum w Słupsku

Trudno wskazać dokładnie na początki konwisarstwa na ziemiach polskich, początkowo pozostawało ono pod wpływami niemieckimi pod względem technologii i struktury cechowej. W Gdańsku działał warsztat odlewniczy przez około 100 lat od X wieku. Cyna była znana także w rejonie Starej Kamienicy od około XIV wieku. W rejonie Gierczyna wydobywano rudę cyny od XVI do XVIII wieku w kilkudziesięciu kopalniach – było to jedyne znaczące polskie złoże cyny, wyczerpało się pod koniec XVI wieku. Wytapianie cyny na ziemiach polskich jest szerzej udokumentowane od XIV wieku. Cechy w Polsce zakładano od XIII wieku. Poza cechami konwisarzy rzemieślnicy działali w pozacechowych warsztatach (tzw. warsztaty partackie), a także przy klasztorach. Pierwszy znany polski dokument poświęcony zagadnieniu czystości cyny pochodzi z 1410 roku i obowiązywał w całej Polsce, zatwierdzono go na zjeździe w Malborku – stanowił on m.in. że flasze i misy miały być odlewane z czystej cyny, a pozostałe wyroby z domieszką ołowiu. Uchwalono jeszcze jeden tego typu dokument w 1434 roku i oba te akty przyjęli rajcowie Braniewa, Elbląga, Gdańska, Królewca i Torunia. W XVI wieku walczono z konkurencją niemiecką (napływ wyrobów m.in. z Norymbergi i Wrocławia); główne podówczas krajowe ośrodki konwisarskie to: Kraków, Lublin, Lwów, Poznań, Warszawa – pięć miast miało wówczas cechy konwisarskie.
Zawartość cyny w gotowych produktach normowały zarządzenia Zygmunta I Starego z 1523 roku. Osobno dla poznańskich konwisarzy ustalono zawartość cyny w wyrobach zarządzeniem Zygmunta II Augusta z 1556 roku. Zygmunt II August wydał dalsze regulacje (tzw. superioritas) w 1560 roku, w których m.in. postanowił, że cech konwisarzy krakowskich będzie zobowiązany do kontroli wyrobów konwisarskich z pozostałych miast polskich oraz że inni konwisarze będą podlegli zwierzchnictwu krakowskiemu, co było przyczyną licznych konfliktów (ośrodek gdański, który przewyższał poziomem Kraków prawdopodobnie się mu nie podporządkował). Ogólnokrajowe przepisy znakowania wyrobów cynowych uchwalił Zygmunt II August w 1559 roku. Największy rozkwit konwisarstwa polskiego i obcego przypada na XVI i XVII wiek. Głównym dystrybutorem surowca dla konwisarzy był Gdańsk i częściowo także Kraków. Do Gdańska przywożono surowiec cynowy z Anglii, zabronione jednak było sprowadzanie gotowych wyrobów angielskich – proceder taki jednak był częsty pomimo karania go konfiskatą. Stefan Batory zaostrzył przepisy o próbie cyny w 1576 roku i nakazał wszystkim konwisarzom odbijanie własnej cechy na wyrobach.
Upadek konwisarstwa postępował w różnych regionach od XVIII do XIX wieku.
W dwudziestoleciu międzywojennym działały jeszcze warsztaty odlewnicze we Wrocławiu i Świdnicy. W 2. połowie XX wieku Leszek Krzyszowski tworzył medale z cyny. Jedyny w Polsce zakład odzysku cyny współcześnie prowadzi firma Fenix Metals w Tarnobrzegu.
Wyroby cynowe prezentowało m.in. na stałej wystawie Muzeum Narodowe w Gdańsku w latach 90. XX wieku, Muzeum Dawnego Kupiectwa w Świdnicy eksponuje je w Dziale Historii Świdnicy, Muzeum Archidiecezji Łódzkiej.

## Ośrodki konwisarskie

### Dolny Śląsk i okolice
Konwisarze wrocławscy byli wzmiankowani w 1345 roku, a w 1389 roku powstał tamże cech konwisarzy. Cech powołano także w Legnicy w 1400 roku. Warsztaty konwisarskie działały również w Głogowie, Gryfowie Śląskim, Kłodzku, Lubaniu, Nysie i Zgorzelcu oraz w  Lwówku Śląskim i Jeleniej Górze (tamże działał Christian Melchior Wissig w połowie XVIII wieku). Miasto Brzeg było kojarzone z działalnością cechu odlewników guzików cynowych (niem. Zinnknopfgiesser), który został inkorporowany do cechu berlińskiego, a w 1785 roku otrzymał przywilej królewski na produkcję wyrobów z cyny. Pierwszym znanym odlewnikiem guzików cynowych z Brzegu był George Braun (zm. 14 października 1676 roku). W XVII wieku działało co najmniej 34 mistrzów konwisarskich w Brzegu. Dobrze prosperowało brzeskie przedsiębiorstwo Johanna Christopha Handkego. Upadek konwisarstwa dolnośląskiego nastąpił z początkiem 2. połowy XVIII wieku.

### Górny Śląsk
Warsztaty konwisarskie działały m.in. w Głubczycach, Tarnowskich Górach i Raciborzu.

### Litwa
Ośrodek w Wilnie działał co najmniej od połowy XV wieku, cech wileński otrzymał przywilej od króla Zygmunta III Wazy w 1611 roku, który m.in. określał sposób kontrolowania jakości użytej cyny. W Wilnie działali m.in. Jakub Dąbrowski, Maciej Weiss i Stanisław Wiolełko.

### Małopolska
Cech konwisarzy działał w Krakowie i sprawował kontrolę wyrobów z innych rejonów kraju. Był to jeden z najstarszych cechów w kraju, był notowany w dokumentach od 1392 roku, działał zapewne od połowy XIV wieku; znani są krakowscy konwisarze: Piotr, Stefan oraz Hincza i Jan Prewse z XIV wieku. Ośrodek krakowski konkurował z wrocławskim w XVI wieku i wystąpił w 1570 roku do króla o zniesienie przywilejów dla cechu wrocławskiego. Konwisarstwo krakowskie podupadło w 2. połowie XVII wieku i 1. połowie XVIII wieku, a w XIX wieku niemal zanikło.
Inne ośrodki konwisarskie: Biecz, Lublin, Sandomierz.

### Mazowsze
Warsztaty konwisarskie działały m.in. w Warszawie od co najmniej od XV wieku (w XVI wieku działali tamże nieliczni konwisarze), Łomży, Płocku.

### Pomorze i okolice
Dominujące znaczenie w zakresie konwisarstwa na Pomorzu miał Gdańsk, gdzie na przestrzeni kilkuset lat działało około 200 konwisarzy. Cechy gdański i toruński były jednymi z najstarszych w kraju. W Gdańsku ostatnią osobę do Księgi Mistrzów wpisano w 1811 roku. Spadek produkcji gdańskiej nastąpił w XVIII i XIX wieku. Pierwsza wzmianka o toruńskim konwisarzu o imieniu Johannes pochodzi z 1330 roku. Toruńska działalność cechowa jest udokumentowana od 1523 roku. Nie dorównywała jednak poziomem artystycznym produktom z Gdańska, Krakowa czy Poznania. Cech konwisarzy w Toruniu zakończył działalność w 1823 roku.
Od końca XIV wieku odbywały się zjazdy konwisarzy w Malborku i Elblągu, na których rozprawiano nad ujednoliceniem stopów w miastach północnych.
Konwisarstwo uprawiano także m.in. w Elblągu (w XVIII wieku był tam aktywny Daniel Tock) Kołobrzegu, Królewcu, Słupsku i Szczecinie (tamże działał np. Gustaw Wilhelm Kretzmer w 2. połowie XVIII wieku). i Malborku, jak również w Braniewie i Chojnicach.

### Wielkopolska
Konwisarstwo poznańskie sięga średniowiecza, najwcześniejsze zapisy o konwisarzach pochodzą z końca XV wieku. Cech poznański otrzymał pierwszy przywilej od Zygmunta II Augusta W 1555 roku, dzięki któremu lokalni wytwórcy mogli opanować rynek poznański. Cech poznański miał zwierzchnictwo nad pozostałymi wytwórcami z Wielkopolski. W księdze kwartalnej poznańskich konwisarzy ostatni zapis jest datowany na rok 1849. Inne ośrodki: Kalisz, Kłodawa, Leszno.

### Wschód
Warsztaty konwisarskie działały m.in. w Krośnie, Lwowie (Niewiele wiadomo tym ośrodku), Przemyślu, Rawie Ruskiej.

### Ziemia lubuska
Istotnymi regionalnymi ośrodkami konwisarskimi były: Gorzów Wielkopolski, Międzyrzecz, Wschowa, Żagań a także Zielona Góra, gdzie działał m.in. mistrz Gottfried Ballach.

## Technologia

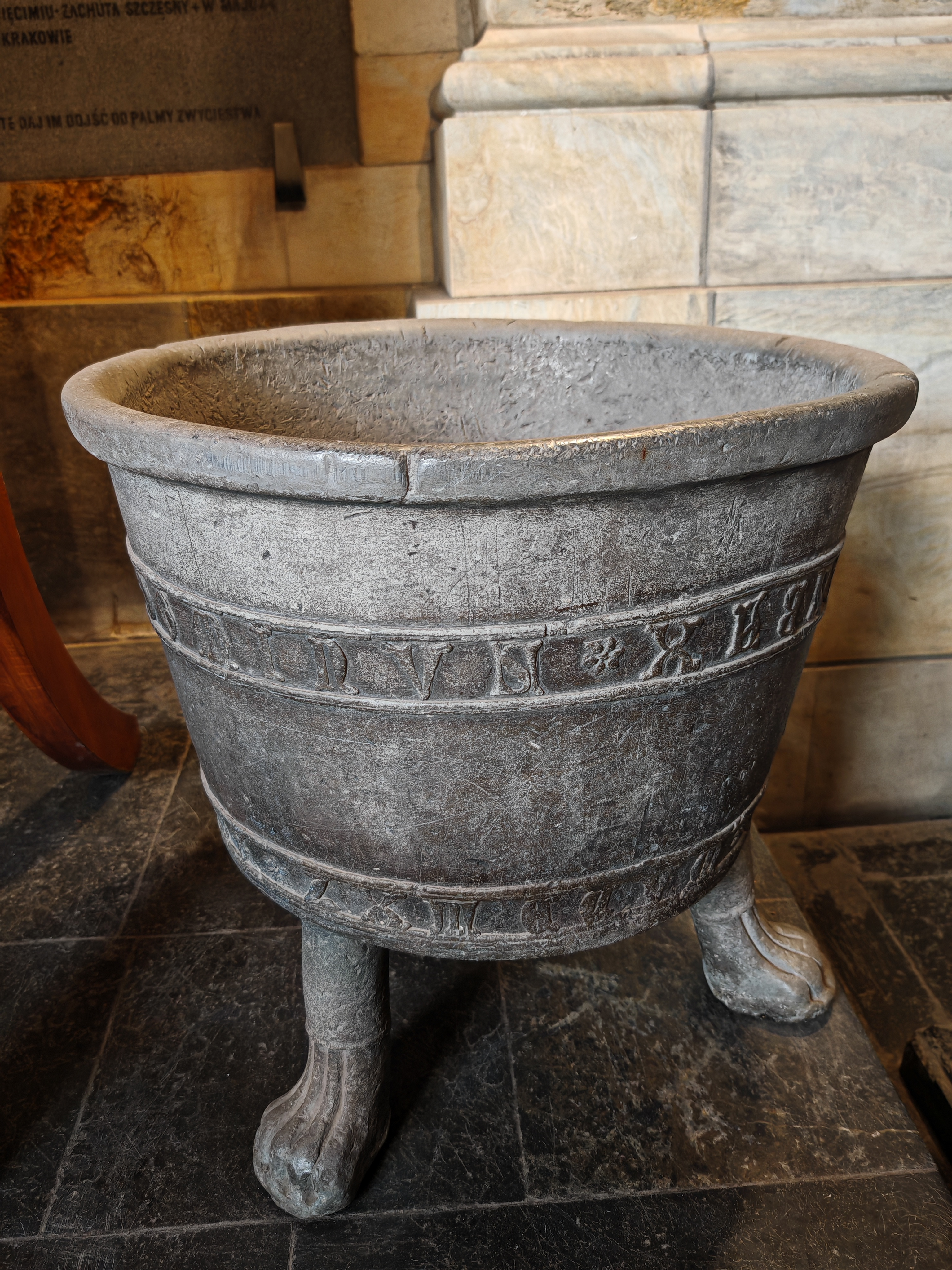
Kropielnica z kościoła Mariackiego w Krakowie

Różne rejony stosowały odmienne proporcje cyny do ołowiu. W większości ośrodków stosowano próbę dziesiątą (proporcje 1:10). W Gdańsku np. stosowano proporcje 15 części cyny do 1 części ołowiu, nazywano to próbą 15, a ze statutu gdańskich konwisarzy z 1719 roku wynika, że obowiązywały trzy gatunki cyny: pierwszy (2 części cyny do 1 części ołowiu), drugi (15:1) i trzeci (czysta cyna). W Legnicy i Brzegu obowiązywała próba „dwunasta”. Ośrodek malborski stosował proporcje 3 funty cyny do 1 funta ołowiu, a misy i butle wykonywano z czystej cyny. W okolicach Poznania zniesiono próbę dwunastą w 1648 roku i używano trzech prób: pierwszej (czysta cyna angielska), drugiej (24 części cyny do 2 części ołowiu), trzeciej (20:2). Statut kołobrzeskich konwisarzy również uchwalił trzy gatunki stopu: pierwszy (czysta cyna), drugi (15 części cyny:1 części ołowiu), trzeci (2 części cyny: 1 część ołowiu).
Sprawdzanie próby cyny wykonywano nie rzadziej niż raz w roku, w części regionów co pół roku, a w Wilnie co kwartał. Zwiększanie zawartości ołowiu było karane.

## Wyroby

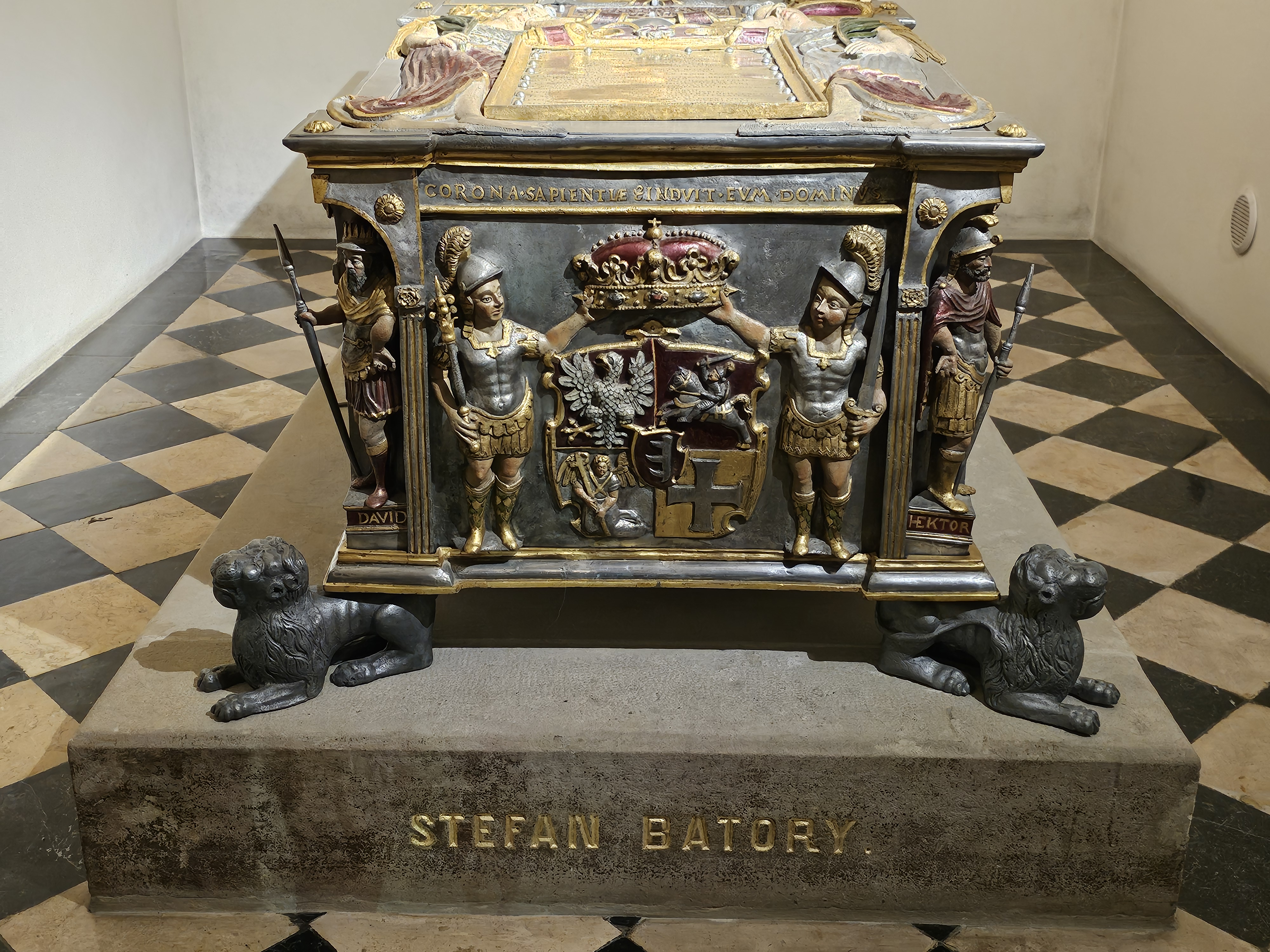
Cynowy sarkofag Stefana Batorego, krypta na Wawelu

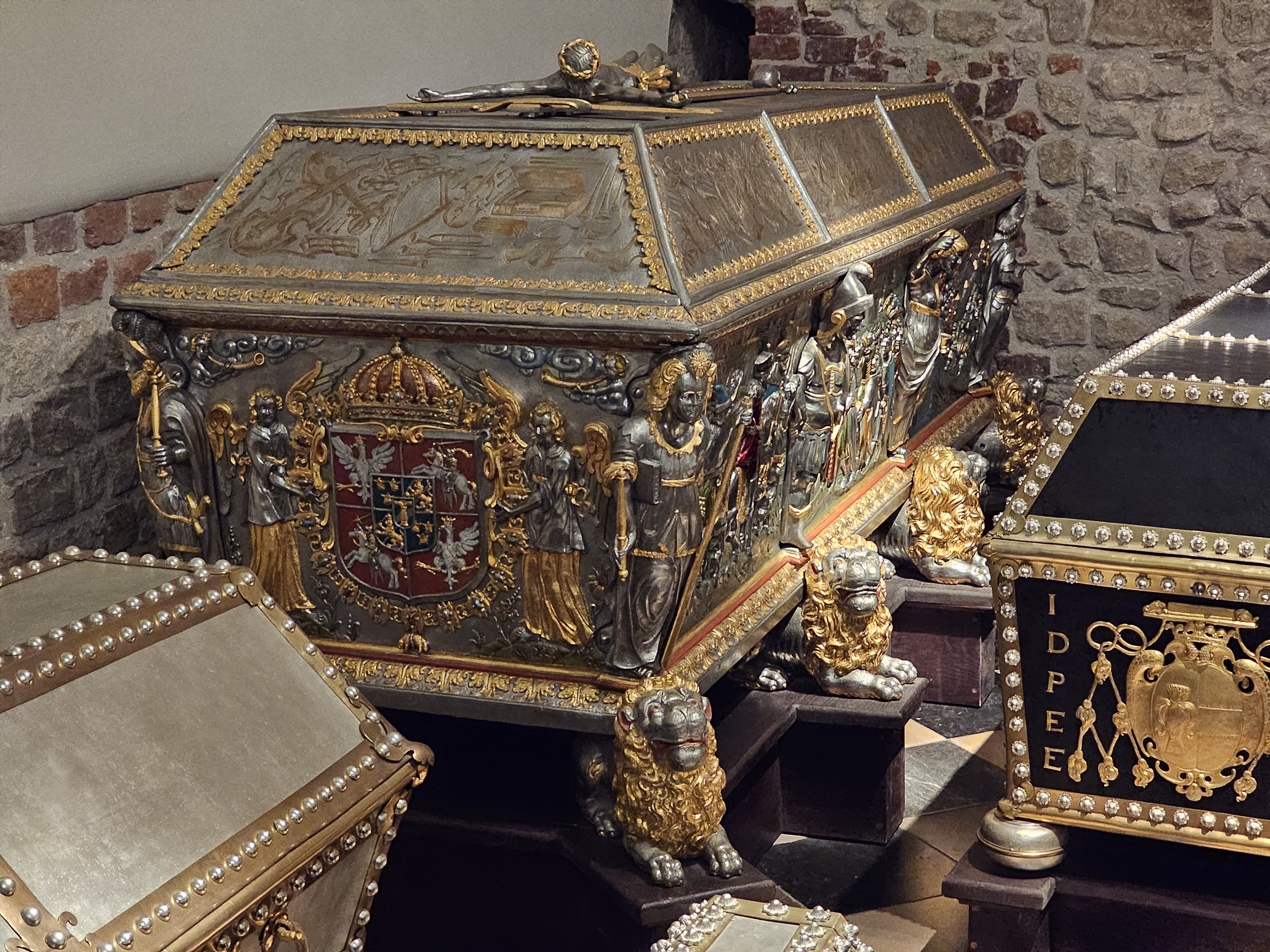
Sarkofag Zygmunta III Wazy, krypta na Wawelu

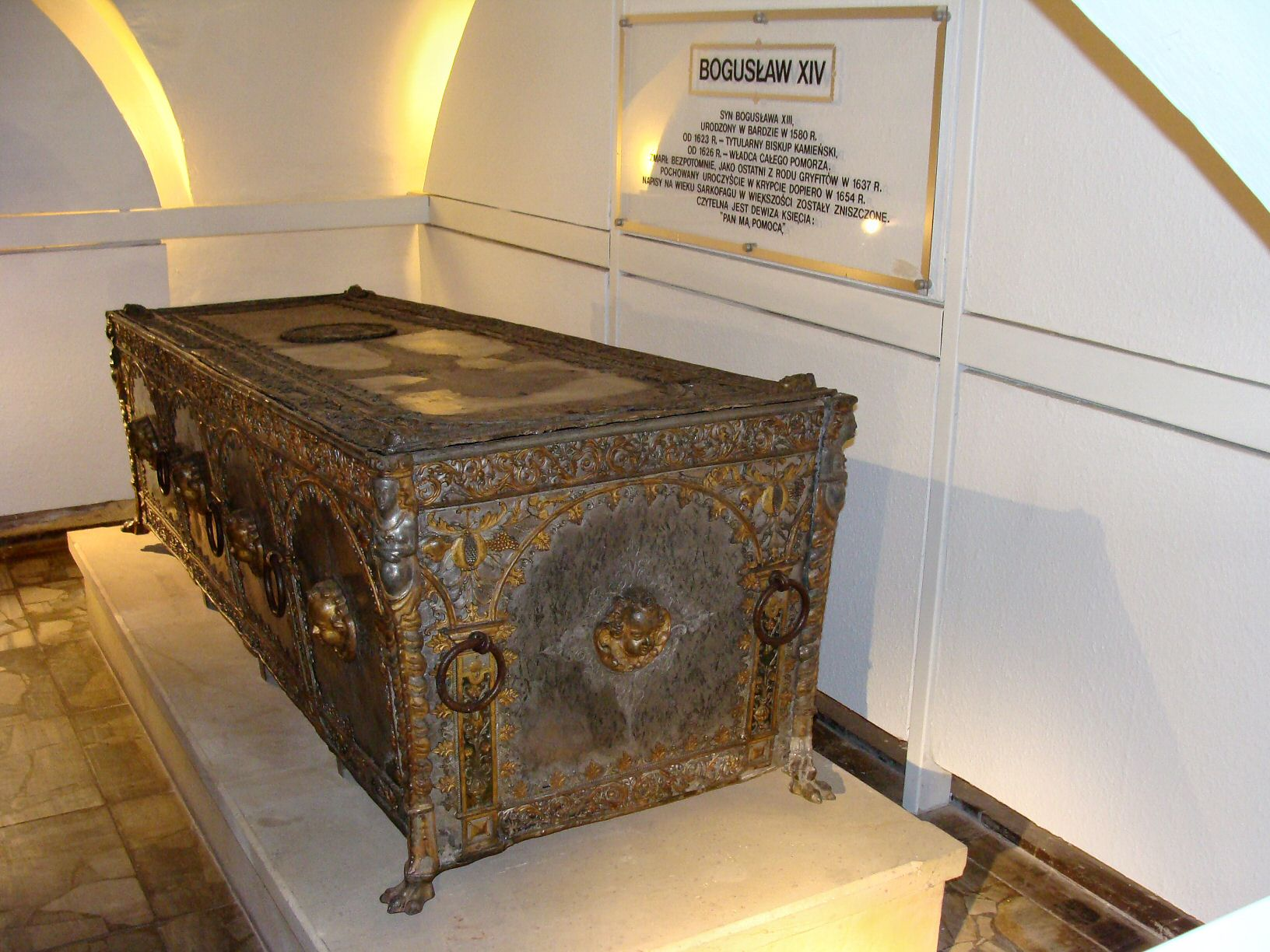
Sarkofag księcia Bogusława XIV, Zamek Książąt Pomorskich w Szczecinie

Cyna była uznawana w średniowieczu za metal szlachetny, a przedmioty wykonane z niej trafiały na dwory, w tym na polski dwór królewski na Wawelu. Najstarsze wyroby cynowe są sporadycznie podawane w literaturze, większość zachowanych cynowych przedmiotów pochodzi z XVIII wieku. Wyroby cynowe były najczęściej wykorzystywane przez mieszczan i drobną szlachtę; były one stopniowo wypierane w XVIII i XIX wieku przez porcelanę i fajans i emaliowaną blachę.

### Naczynia i dewocjonalia
Wraz z popularyzacją produkcji szkła, na masową skalę produkowano cynowe zakrętki do butelek w 2. połowie XVI wieku, zajmowali się tym uznani konwisarze, jak np. Salomon Gieseler, ale także rzemieślnicy pozacechowi.
Konew szyprów elbląskich pochodzi z 1606 roku, a najstarsze w Polsce naczynie ze znakiem gdańskiego konwisarza Daniela Lautenberga to późnorenesansowa konew z lat 1615–1631. W Gdańsku w XVIII wieku produkowano konwie przeważnie o kształcie konicznym. Talerze i półmiski wytwarzano m.in. w warsztatach w Elblągu, Gdańsku i Malborku.
Naczynia mszalne wytwarzał m.in. Christian Kohlenberg w XVIII wieku w Elblągu, krucyfiksy są znane z warsztatów gdańskich mistrza Jana Gottlieba Lammersa czy Theodora Etzolta. Jednymi z najstarszych zachowanych wyrobów są dwie kropielnice z kościoła Mariackiego w Krakowie z XIII wieku. Świeczniki ołtarzowe produkował np. Gottfried Schnabel w Świdnicy czy Gottfried Götz i Daniel Maack w Gdańsku w XVIII wieku. Dewocjonalia, w tym krzyże powstawały w Nysie, co zapewne było związane z tamtejszym klasztorem werbistów.
Łyżki produkowano np. w Gdańsku w warsztatach pozacechowych, zachowały się łyżki ze znakami probierczymi Petera Dralanda i Gergena Schultzena, który otrzymał prawo wyrobu łyżek od gdańskiej rady miejskiej w 1626 i 1629 roku.
W XIX wieku wytwarzano jeszcze sporadycznie m.in. naczynia kuchenne.

### Pozostałe
Z cyny robiono m.in. sarkofagi; wytwarzała je np. lwowska odlewnia Franków, a także rzemieślnicy z okolic Krakowa (sarkofagi Gabriela Tarnowskiego z 1632 roku i jego żony Katarzyny z Warszyckich z 1653 roku) i Poznania (sarkofagi Zofii z Kostków Opalińskiej, Jana Kostki ze Sztemberka, Adama Sędziwoja Czarnkowskiego). Sarkofagi królewskie z katedry na Wawelu pochodzą najpewniej z warsztatów gdańskich – 7 sarkofagów powstało w latach 1572–1652. Z gdańskich warsztatów na pewno pochodzą sarkofagi Zygmunta II Augusta i Stefana Batorego. Trumny cynowe zostały w XIX wieku wyparte przez cynkowe.
Produkowano także figurki cynowe służące jako zabawki, popularne w XIX wieku.
Cyna służyła rymarzom krakowskim z ulicy Grodzkiej do wybijania pasów w XIV wieku.
W Lwówku Śląskim w 2. połowie XVIII wieku produkowano cynowe lampki łojowe.

## Oznaczenia
Zawartość cyny w produkcie końcowym w dużym stopniu determinowała cenę wyrobów. Najstarsze wiadomości o znakach probierczych z terenów Polski pochodzą z 1. połowy XVI wieku i dotyczą wyrobów z Elbląga i Malborka. W średniowieczu funkcjonowały miejscowe rozporządzenia statutowe cechu co do oznaczania wyrobów.
Gatunek cyny był odpowiednio zaznaczany puncą: pierwszy gatunek miał naniesiony znak miasta i mistrza, a lepszy wyrób – marki miasta, mistrza i orła.
Wyroby były oznaczane znakiem miejskim (np. w formie tarczy z herbem), gmerkiem konwisarza, monogramem albo emblematem, a także stemplami z wizerunkiem św. Jana, orłem lub różą – takie symbole sugerowały zastosowanie stopów najwyższej jakości – w Gdańsku i na Pomorzu naśladowano znaki z produktów angielskich, wybijając np. angielską różę (zob. róża Tudorów) w przypadku konwisarzy pozacechowych, co stopniowo przejęli konwisarze cechowi aż do legalizacji oznakowania angielską różą w 1719 roku. Wizerunek św. Jana pojawia się np. na wyrobie z Torunia z 1523 roku, orzeł tamże w 1612 roku, a róża również tamże w 1749 roku. Róża pojawiała się także na wyrobach z Kołobrzegu.
Jeśli wykorzystywano cynę angielską, na stemplu od XVIII wieku pojawiała się figura anioła (Archanioł Michał). Wyroby gdańskie określane jako Kronzinn lub Feinzinn wyrabiano ze stopu 15 części cyny i 1 części ołowiu i oznaczano trzema znakami z koroną.
Do wyrobów wysokiej jakości bez dodatku ołowiu stosowano określenie Sonnant (lub Sonant, a w przypadku wyrobów gdańskich Danzig Sonnant), natomiast do przedmiotów odlanych ze starych stopów zawierających ołów odnosiło się określenie Alte Probe (stara próba), gdyż dodatek ołowiu został zakazany m.in. w Słupsku i Szczecinie, a władze pruskie w 1725 roku wprowadziły określenie alte Probe na wyroby wykonane z przetopionej cyny dobrej próby.
Król Zygmunt II August wydał w Piotrkowie Trybunalskim w 1558 roku dekret, który zobowiązywał konwisarzy krakowskich do oznaczania orłem królewskim pierwszego gatunku cyny. Naczynia z cyny gdańskiej (tzw. Pur Lauter, lautercyna) nakazano oznaczać w ratuszu miasta pochodzenia wyrobu, marka składała się z orła i liter S.A. (królewski monogram od: Sigmuntus Augustus). Gorsza cyna wrocławska miała być oznaczana tylko marką orła.